# Michael Teutul
Michael « Mikey » Joseph Teutul (né le 26 novembre 1978) est le plus jeune fils de Paul Teutul senior, et le jeune frère de Paul Teutul junior, il est designer et fabricant à Orange County Choppers, rendu célèbre grâce à American Chopper.

## Frères et sœur
Mikey a deux frères plus âgés Paul et Daniel Teutul (directeur général d'Orange County Ironworks). Il a aussi une sœur plus jeune Cristin Teutul (infirmière à Rochester (New York)).

## Orange County Choppers

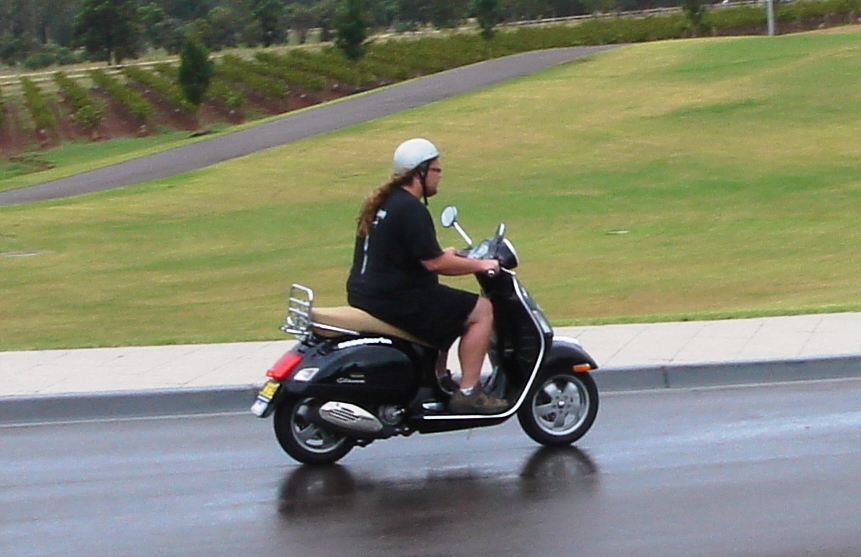
Mikey sur un scooter pendant un tournage en Australie.

Mikey devint une célébrité quand il commença à travailler pour Orange County Choppers en tant que secrétaire et gardien (ou comme Mikey le dirait, « Je réponds au téléphone, et je sors la poubelle. »), et il joue un personnage à vocation humoristique pour la série.
Il est maintenant un personnage majeur de la série et apparait à tous les évènements promotionnels de O.C.C., tout en continuant de travailler avec sa famille il occupe le poste de webmaster.